# Fritz Oesterle
Fritz Oesterle (* 7. April 1952 in Stuttgart) ist ein deutscher Manager.

## Leben
Nach dem Studium der Rechtswissenschaften an der Universität Tübingen wurde er wissenschaftlicher Mitarbeiter am dortigen Lehrstuhl für Bürgerliches Recht von Wolfgang Münzberg und promovierte 1979 mit summa cum laude zum „Dr. jur.“ 1980 erhielt er dafür den Preis der Reinhold-und-Maria-Teufel-Stiftung Tuttlingen für überragende wissenschaftliche Leistung. 1981 schloss er sein Referendariat bmit der Zweiten Juristischen Staatsprüfung ab und wurde als Rechtsanwalt zugelassen.
Bis 1988 war er als Partner bei Gleiss Lutz Hootz Hirsch & Partner in Stuttgart tätig. 1989 gründete er zusammen mit Frank Oppenländer sein eigenes Anwaltsbüro und war bis 1998 Senior-Partner bei Oppenländer, Dolde, Oesterle & Partner, Stuttgart. 1998 absolvierte er das „Program for Management Development“ an der Harvard Business School. Vom 1. Januar 1999 bis 30. Juni 2011 war er Vorsitzender des Vorstandes der Celesio AG. Von 2006 bis 2009 war er Mitglied des Vorstandes der Franz Haniel & Cie. GmbH (Duisburg).
Oesterle ist verheiratet und hat drei Kinder.

## Weitere Ämter
Von 2001 bis Mitte 2007 gehörte er dem Steering Committee von GIRP, dem Europäischen Verband pharmazeutischer Großhändler in Brüssel, an. Ab 2003 war er Vice-President von GIRP.
Im Januar 2006 wurde er zum Britischen Honorarkonsul in Baden-Württemberg ernannt.
Weitere Positionen in Gremien:
- Seit 1998 ist er Mitglied und seit 2013 Vorsitzender des Aufsichtsrates der Untertürkheimer Volksbank e.G. (Stuttgart)
- Seit 2010 Mitglied des Aufsichtsrates der Landesbank Baden-Württemberg[6]
- Seit 2011 Vorsitzender des Aufsichtsrates der CEPD N. V., Amsterdam
- Seit 2012 Mitglied der Schwarz Unternehmens Treuhand KG[7]
- Seit 2012 ist er Mitglied und seit 2013 Vorsitzender des Beirats der Kliniken Schmieder, Allensbach

## Auszeichnungen
- 2011: Ehrenmitglied der juristischen Vereinigung Phi Delta Phi[8]